# Fatty Boom Boom
«Fatty Boom Boom» es una canción del grupo sudafricano de zef, rap Die Antwoord, que integró el repertorio de su segundo álbum de estudio Ten$ion, lanzado en febrero de 2012. 
La canción y su video musical se caracterizan por mantener un tono sarcástico y de burla hacia otros artistas famosos —destaca la sátira específica hacia la cantante estadounidense Lady Gaga— a quienes ridiculizan en un intento de combatir la cultura mainstream. La banda se vio envuelta en una controversia por el uso del maquillaje corporal en el video musical, que muchos medios y catedráticos han catalogada como blackface.

## Lírica y melodías
La canción mantiene una estructura de tres versos y un estribillo que se repite cinco veces. Mezcla frases en inglés y afrikáans, mencionando palabras de la jerga sudafricana como «dwankie, «Zef side», «baka baka». La lírica gira en torno a temas relacionados con el dinero, el éxito comercial, la contracultura zef y el orgullo de grupo de pertenecer a ella. Asimismo, se utiliza un tono «violento» tanto en la melodía como la lírica, con el uso de metáforas para ilustrar la «guerra» que el grupo le declara a otros exponentes del género rap y cultura popular, a quienes consideran inferiores. Para esto se sirven de lenguaje obsceno y agresivo, especialmente en los versos que insultan a otros raperos. El tempo es rápido, con ritmos de percusión «violentos» y voces descritas por David Jeffries de Allmusic como «cantos tribales con innuendos sexuales sobre una base de dancehall».
Uno de los versos que canta Visser «Hi! my name is... Yolandi Fuccken Visser. Fight! Fight! Fight!» alude al sencillo «My name is» de Eminem, mientras que el verso de Ninja «No, I do not want to stop, collaborate or listen» es una referencia a la letra de la canción «Ice Ice Baby» del rapero Vanilla Ice. «Murder, murder, muder. Kill, kill, kill!» proviene de la canción del rapero Masta Ace «SlaughtaHouse» del álbum homónimo. También se incluyó la frase de la película Die Hard «Yippy-ki-yay motherfucker».
Aisha Harris, de la revista Slate interpretó que la banda mencionaba a los raperos de tez blanca Eminem y Vanilla Ice como una forma de destacarlos como los verdaderos ejemplos de esta expresión cultural, por lo que condenó esto y afirmó que se tratan de «músicos blancos que apropiaron la cultura negra para la fanfarria». En contraposición, la visión de Derek Staples de Consequence of Sound afirma que en la banda tiene una intención humorística al tomar y reinterpretar versos de estos artistas que fueron populares. Secundando esta opinión, en la obra Relocating Popular Music, editado por Ewa Mazierska y Georgina Gregor, se interpreta que Die Antwoord menciona a estos raperos para desestimarlos, y abordar desde la letra de «Fatty Boom Boom» la problemática de la blanquitud de los exponentes blancos en el rap. Sobre su sonido, Allison Stewart de The Washington Post la destacó positivamente entre la lista de canciones de Ten$ion por su ritmo de percusión «primigenio» y Staples señaló que tiene reminiscencias con «Beat Boy» de su anterior álbum $O$.
Algunos medios afirmaron que el título «Fatty Boom Boom» se debe a Lady Gaga, siendo «fatty» (del inglés «gordita») una forma peyorativa de referirse a la cantante luego de que prensa amarilla haya divulgado su aparente aumento de peso en 2012. Sin embargo esta no podría ser la razón del título ya que la canción salió a la venta en conjunto con su álbum contendor Ten$ion en febrero de 2012, y el rumor sobre Gaga se dio un mes después. Visser negó que tenga que ver con Gaga y aseguró que se trata de una coincidencia.

## Video musical

### Sinopsis

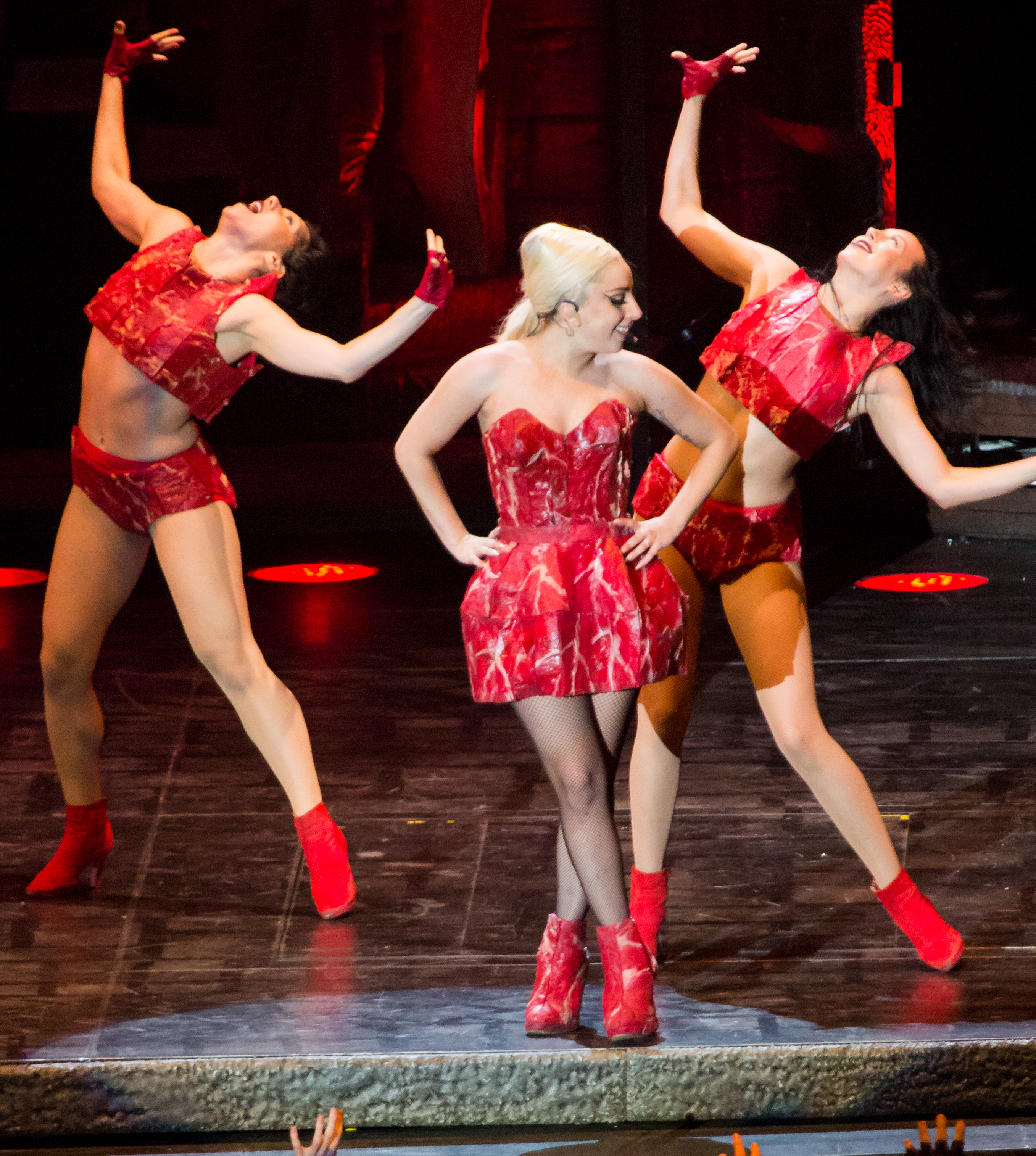
En el video un imitador de Lady Gaga viste el famoso vestido de carne de la cantante, que genera sobre el final que un león la ataque y la devore. En imagen la cantante (centro) en un show de su gira Born This Way Ball Tour.

En el video musical el transformista Herman Botha, conocido artísticamente como Ally Ooop,
interpretó a Lady Gaga, quien aparece vistiendo su icónico vestido de carne cruda mientras hace un tour turístico por Johannesburgo. El comediante sudafricano David Kibuuka encarnó al conductor del monovolumen en el que viajan, y señala en el viaje distintos atractivos turísticos de la ciudad o «jungla de cemento» como hienas comiendo basura, un vendedor con su pantera negra mascota y un león «relajándose» en la calle. A continuación aparecen los integrantes de Die Antwoord como músicos callejeros a punto de tocar. Sobre esto último, Gaga comenta «miren su estilo raro. Debería hacer que abran para mi».
El vehículo es atacado por criminales con pasamontañas, pero Gaga logra escapar en medio de una balacera. El video luego intercala escenas de Yolandi Visser y Ninja cantando y bailando. Tras escapar, Gaga ronda por la ciudad hasta encontrar un consultorio ginecológico-odontológico, y es atendida por el comediante Kagiso Lediga, quien extrae un insecto de su vagina. Tras esto, Gaga sale del local y es atacada y devorada por el mismo león que vio previamente.

### Análisis
En marzo de 2012 la discográfica de ese momento de Die Antwoord, Interscope Records, les informó que la cantante de pop Lady Gaga estaba interesada en que fueran teloneros de los shows en Sudáfrica de su giral musical The Born This Way Ball. Sin embargo la banda se negó rotundamente y esclarecieron que Gaga no era de su agrado, llegando referirse a ella en entrevistas como «un refrito de Madonna». Esta propuesta apareció reflejada expresamente en una escena, e inspiró a su vez el final del video en el que un león devora a la cantante. Visser contó en una entrevista con el Chicago Tribune «queríamos crear una historia genial de formato comic book sobre un extranjero que viene a Sudáfrica y tiene una aventura africana».
La locación es principalmente un paisaje de la ciudad, pasando a engrosar la lista de videos de la banda que transcurren en los barrios bajos de Johannesburgo, junto a «Baby´s on Fire», «Cookie Thumper!» y «Pitbull Terrier». El anuncio en el vehículo «“Big Five tours”» es una alusión a las cinco especies animales más importantes del país: leones, elefantes, rinocerontes, leopardos y ñus; el recorrido por los barrios puede estar influenciado por la popularidad de los «township tours» como atractivos turísticos, tours de extranjeros a los asentamientos pobres.
En su primera aparición en el video, Visser esta pintada completamente de negro, mientras que Ninja tiene su cuerpo maquillado en rojo y blanco. El tercer integrante de la banda DJ Hi-Tek está ausente y su lugar lo ocupa un percusionista negro que viste un atuendo blanco similar al del Ku Klux Klan estampado con las palabras «amabilidad», «cuidar», «alegría», «amor», «respeto», «fe» y «paz», las palabras favoritas de Ninja. Visser canta y baila de forma frenética y violenta, y encarna a un demonio vudú. Parte de la escenografía incluye obras del artista Roger Ballen, habituales en los videos de la banda. Otro aspecto reseñable es la utilización de logotipos de productos sudafricanos como el polvo para lavar Sunlight, las cerillas Lion Matches en el vestido amarillo de Visser y el pescado enlatado Lucky Star estampado en el pantalón de Ninja, una crítica a la práctica de emplazamiento publicitario de la industria musical.
En repetidas ocasiones se puede apreciar un mural que ilustra una especie de «gato» o «hidra monstruosa» de la que nacen las cabezas de Nicki Minaj, Kanye West y otros cantantes pop; a su vez esta criatura defeca las cabezas de los integrantes de Black Eyed Peas. Los artistas retratados en el mural trabajan para la discográfica Interscope Records, ex sello de Die Antwoord luego de que la banda anulara su contrato tras una disputa por diferencias de criterio artístico. En la obra aparece la figura del arzobispo sudafricano Desmond Tutu, que apunta una Biblia hacia el monstruo y le dispara con esta. Esta imagen se basa en un sueño que tuvo Ninja y refleja la opinión negativa de la banda sobre la cultura mainstream.
La escena final de Gaga en el consultorio médico sería una referencia al video musical de su canción «Born This Way», donde ella da a luz. A su vez se basa en una ilustración de Anton Kannemeyer titulada «Ginecólogo negro», y el insecto que sale de su vagina es la especie de grillo conocido popularmente como Parktown Prawn, endémica de Sudáfrica. Se complementó el video musical con un trascámara que muestra la construcción de la escenografía, el vestuario y uso de animales en el set.

### Controversias
En sus primeros dos días el video cosechó 1.5 millones de visitas en la plataforma YouTube contabilizando un total de 70 millones de reproducciones. Tras su publicación, Lady Gaga utilizó la red social Twitter para enviar dos mensajes sobre el video de «Fatty Boom Boom»; en ellos se defendió y destacó los logros de su carrera musical como sus hits y los cientos de miles de entradas vendidas para sus shows en Sudáfrica. Die Antwoord contestó también desde esta red social.
Gregory y Mazierska afirman que en el video la banda realiza una crítica severa a la cultura popular occidental contemporánea en el personaje de Lady Gaga, y, principalmente, en el mural con las cabezas de cantantes pop que «expone a la cultura popular como un medio neocolonial, una forma de dominación de Occidente». Asimismo, se interpreta la figura de Desmond Tutu atacando al monstruo policéfalo como una lucha del opositor del apartheid contra esta cultura popular, «como si esta se tratara de una nueva forma de exclusión social, de represión de la individualidad y lo local». Las hienas, la pantera negra y el león no son parte de la fauna autóctona de la ciudad, por lo que se infiere que la inclusión de estos animales como atractivos turísticos posiblemente se trate de una crítica hacia la visión que Occidente tiene de la identidad sudafricana. Apoyando esto, Gregory y Mazierska hablaron de un video que utiliza estereotipos sobre Sudáfrica impuestos por el mundo occidental para hacer una «crítica severa» sobre la situación post colonial del país.
Algunos periodistas como Tom Breihan de Stereogum, Aisha Harris de la revista Slate, el profesor de la Universidad de Ciudad del Cabo Adam Haupt, y medios sudafricanos como News24 interpretaron el maquillaje negro de Visser como blackface y condenaron su uso alegando racismo. En particular Haupt afirmó que la intención de la banda era crear una parodia «inteligente» sobre las percepciones que Occidente tiene del continente africano, pero que habían incurrido en apropiación cultural y concluyó «estoy preocupado por la forma en la que estas representaciones descontextualizadas, distorsionadas y racistas sean tomadas a nivel global. ¿Mejorará esto la percepción de los africanos?. Yo creo que no». Bryan Schmidt describió en su ensayo Fatty Boom Boom and the Transnationality of Blackface in Die Antwoord’s Racial Project los múltiples elementos utilizados en el video musical que considera abiertamente racistas y problemáticos. Establece que el vestuario, maquillaje y baile de Visser entran dentro del estereotipo pickaninny y que la representación de Gaga por un transformista acarrea tintes «homófóbicos». El resto de imaginarios y recursos artísticos del video son, a su consideración, «misóginos» y enaltecen la «hipermasculinidad». Sonja Smith, en un análisis en la misma línea que Haupt interpretó que el blackface se utiliza como una parodia de los estereotipos que el extranjero occidental tiene sobre Sudáfrica, pero que genera una tensión entre la banda, compuesta por integrantes blancos, y la historia, el contexto geopolítico y la expresión del hip hop y el zef en el país.
Sin embargo, Troy Farah de Phoenix New Times expresó su duda sobre si la banda estaba «burlándose de la gente de tez oscura», y señaló el uso de maquillaje blanco en la misma medida que el negro y los lentes de contacto amarillos de Visser como indicadores de que posiblemente estuviera imitando una pantera negra y no se tratara de blackface. Farah concluyó la nota con la declaración «había muchas otras cosas para sentirse ofendido», y enumeró los carteles visibles sobre alargamiento de pene y abortos seguros y rápidos, los trajes de los bailarines, los gestos y versos obscenos de Ninja, la Biblia en llamas, babydolls ceñidos, animales muertos y el mural de Minaj y West.
Por su parte Visser contestó a las acusaciones de racismo «Ni siquiera sabemos qué es el blackface. Ninja pintó mi cara de negro para el video como parte de nuestra idea visual para ilustrar un puente interdimensional entre las calles llenas de color y el cuarto vudú de tonos negros en el video(...) Es algo africano. Ellos no lo entenderían.»

## Promoción y repercusiones
La canción se utilizó para promocionar la colección de ropa de Alexander Wang, T. La campaña publicitaria contó con anuncios impresos y en video donde Visser y Ninja posaron, además de participar en un videoclip sobre esta colección emitido por el programa de Mtv 120 minutos musicalizado con «Fatty Boom Boom».
El multimedios sudafricano News24 incluyó a «Fatty Boom Boom» en una lista de las siete canciones más controvertidas de 2012. El canal de televisión de ese mismo país MK no permitió que el video musical sea transmitido ya que la productora DStv management lo juzgó demasiado controvertido.

## Posicionamiento en las listas
En las listas musicales no logró posiciones significativas. En la región flamenca de Bélgica debutó en la posición 45 de la lista Ultratop 50 y permaneció allí solo una semana.
| Sencillo          | País              | Lista       | Posición máxima alcanzada | Ref.   |
| ----------------- | ----------------- | ----------- | ------------------------- | ------ |
| «Fatty Boom Boom» | Bélgica (Flandes) | Ultratop 50 | 45                        | [ 29 ] |